# Han Ye-seul

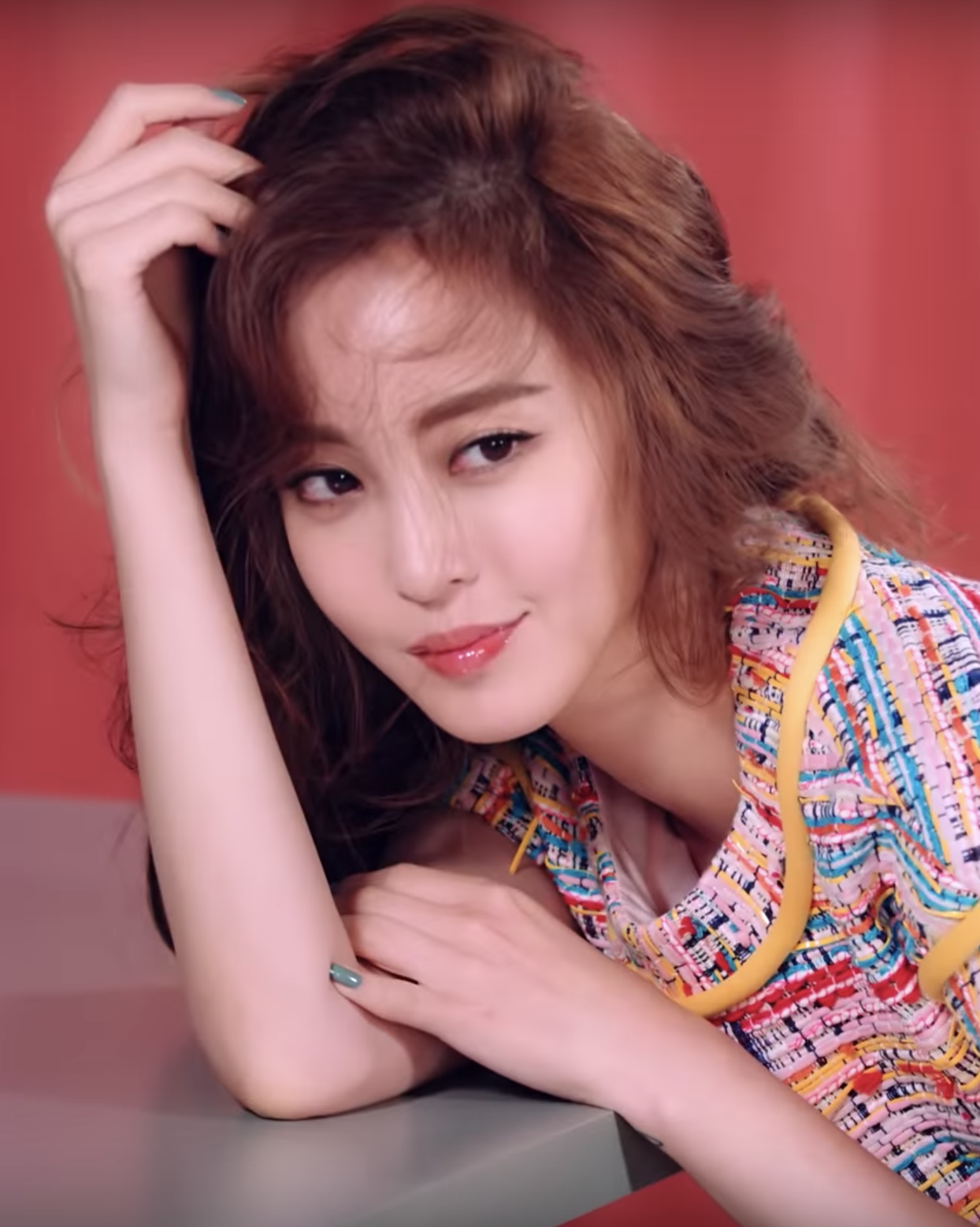
Han Ye-seul nel 2017, per l'edizione sudcoreana di Marie Claire

Han Ye-seul, nata Leslie Kim (Los Angeles, 18 settembre 1981) è un'attrice e modella statunitense naturalizzata sudcoreana.

## Biografia
Nata a Los Angeles, inizia in Corea del Sud la carriera di modella nel 2001, dopo aver vinto un concorso indetto dalla Seoul Broadcasting System. Il debutto come attrice avviene nel 2003, all'interno della quarta stagione della serie televisiva Nonstop, mentre il primo ruolo da protagonista è del 2007 in Yonguijudo miseu sin, a cui segue una partecipazione nella serie televisiva Tajja.
Nel 2011 è la protagonista della serie televisiva Seupa-i Myeong-wol e del film Tikkeulmoa romaenseu, mentre nel 2014 recita in Minyeo-ui tansaeng. Nel 2019 è la protagonista del drama Big Issue.

## Filmografia

### Cinema
- Yong-uijudo miss Shin (용의주도 미스 신?), regia di Park Yong-jip (2007)
- Tikkeulmo-a romance (티끌모아 로맨스?), regia di Kim Jung-hwan (2011)

### Televisione
- Nonstop 4 (논스톱?) (2003)
- Gumiho oejeon (구미호외전?) (2004)
- Nonstop 5 (논스톱?) (2004)
- Keu yeoreumui taepoong (그 여름의 태풍?) (2005)
- Hwansang-ui couple (환상의 커플?) (2006)
- Tajja (타짜?) (2008)
- Keuriseumaseue nuni olkkayo? (크리스마스에 눈이 올까요??) (2009)
- Spy Myeong-wol (스파이 명월?) (2011)
- Minyeo-ui tansaeng (미녀의 탄생?) (2014)
- Madame Antoine (마담 앙트완?) (2015)
- 20segi sonyeonsonyeo (20세기 소년소녀?) (2017)
- Big Issue (빅이슈?) (2019)

### Doppiaggio
- Mostri contro alieni, voce di Ginormica (edizione coreana) (2009)